# Hugh Ainsworth Kelsall
Hugh Ainsworth Kelsall, britanski general, * 1895, † 1949.